# Psycho Killer
Psycho Killer is een single van de Amerikaanse postpunkgroep Talking Heads. Het nummer is afkomstig van het debuutalbum Talking Heads: 77 uit 1977 en werd de eerste hit van de groep; voornamelijk in Nederland en België. In december 1977 werd het nummer eerst in de VS en Canada op single uitgebracht. In maart 1978 volgden Europa, Australië en Nieuw-Zeeland.

## Achtergrond
Psycho Killer werd geschreven door David Byrne, Chris Frantz en Tina Weymouth toen zij nog deel uitmaakten van de groep The Artistics. Het was het eerste nummer dat Byrne ooit schreef. Hij poogde een nummer te schrijven met als uitgangspunt "Randy Newman die Alice Cooper doet." Voor de tekst beeldde Byrne zich in wat er zich in het hoofd van een seriemoordenaar zou afspelen. De brug van het nummer wordt gezongen in het Frans; Byrne stelde zich voor dat een psychotische moordenaar een buitenlandse taal zou gebruiken om met zichzelf te praten.
Op muzikaal gebied is het nummer beïnvloed door funk, met een aandrijvende baslijn en staccato gitaarpartijen. Het nummer eindigt met een lange crescendo op één akkoord. De concertfilm Stop making sense uit 1984 wordt afgetrapt met een vertolking van Psycho killer, waarbij Byrne het nummer onder begeleiding van een drumcomputer akoestisch opvoert.
De plaat werd uitsluitend een hit in het Nederlandse taalgebied en de VS. In thuisland de VS werd een bescheiden 92e positie behaald in de Billboard Hot 100.
In Nederland was de plaat op maandag 13 maart 1978 de 116e AVRO's Radio en TV-Tip en op vrijdagavond 17 maart 1978 Veronica Alarmschijf op Hilversum 3 en werd een hit in de op dat moment twee landelijke hitlijsten op de nationale publieke popzender. De plaat bereikte de 5e positie in de Nationale Hitparade en de 11e positie in de Nederlandse Top 40. In de Europese hitlijst op Hilversum 3, de op Hemelvaartsdag 27 mei 1976 gestarte TROS Europarade, werd géén notering behaald.
In België bereikte de plaat de 19e positie in de voorloper van de Vlaamse Ultratop 50 en de 13e positie in de Vlaamse Radio 2 Top 30. In Wallonië werd géén noteting behaald.
Sinds de allereerste editie in december 1999 staat de plaat onafgebroken genoteerd in de jaarlijkse NPO Radio 2 Top 2000 van de Nederlandse publieke radiozender NPO Radio 2, met als hoogste notering een 387e positie in 1999.

## Hitnoteringen

### Nederlandse Top 40
| Hitnotering: 25-03-1978 t/m 29-04-1978 | Hitnotering: 25-03-1978 t/m 29-04-1978 | Hitnotering: 25-03-1978 t/m 29-04-1978 | Hitnotering: 25-03-1978 t/m 29-04-1978 | Hitnotering: 25-03-1978 t/m 29-04-1978 | Hitnotering: 25-03-1978 t/m 29-04-1978 | Hitnotering: 25-03-1978 t/m 29-04-1978 | Hitnotering: 25-03-1978 t/m 29-04-1978 |
| Week:                                  | 1                                      | 2                                      | 3                                      | 4                                      | 5                                      | 6                                      |                                        |
| -------------------------------------- | -------------------------------------- | -------------------------------------- | -------------------------------------- | -------------------------------------- | -------------------------------------- | -------------------------------------- | -------------------------------------- |
| Positie:                               | 27                                     | 19                                     | 11                                     | 11                                     | 16                                     | 32                                     | uit                                    |

### Nationale Hitparade
| Hitnotering: 08-04-1978 t/m 06-05-1978 | Hitnotering: 08-04-1978 t/m 06-05-1978 | Hitnotering: 08-04-1978 t/m 06-05-1978 | Hitnotering: 08-04-1978 t/m 06-05-1978 | Hitnotering: 08-04-1978 t/m 06-05-1978 | Hitnotering: 08-04-1978 t/m 06-05-1978 | Hitnotering: 08-04-1978 t/m 06-05-1978 |
| Week:                                  | 1                                      | 2                                      | 3                                      | 4                                      | 5                                      |                                        |
| -------------------------------------- | -------------------------------------- | -------------------------------------- | -------------------------------------- | -------------------------------------- | -------------------------------------- | -------------------------------------- |
| Positie:                               | 13                                     | 13                                     | 13                                     | 18                                     | 28                                     | uit                                    |

### Vlaamse Radio 2 Top 30
| Hitnotering: 29-04-1978 t/m 27-05-1978 | Hitnotering: 29-04-1978 t/m 27-05-1978 | Hitnotering: 29-04-1978 t/m 27-05-1978 | Hitnotering: 29-04-1978 t/m 27-05-1978 | Hitnotering: 29-04-1978 t/m 27-05-1978 | Hitnotering: 29-04-1978 t/m 27-05-1978 | Hitnotering: 29-04-1978 t/m 27-05-1978 |
| Week:                                  | 1                                      | 2                                      |                                        | 3                                      | 4                                      |                                        |
| -------------------------------------- | -------------------------------------- | -------------------------------------- | -------------------------------------- | -------------------------------------- | -------------------------------------- | -------------------------------------- |
| Positie:                               | 13                                     | 19                                     | uit                                    | 18                                     | 20                                     | uit                                    |

### Vlaamse Ultratop 50
| Hitnotering: 29-04-1978 t/m 27-05-1978 | Hitnotering: 29-04-1978 t/m 27-05-1978 | Hitnotering: 29-04-1978 t/m 27-05-1978 | Hitnotering: 29-04-1978 t/m 27-05-1978 | Hitnotering: 29-04-1978 t/m 27-05-1978 | Hitnotering: 29-04-1978 t/m 27-05-1978 | Hitnotering: 29-04-1978 t/m 27-05-1978 |
| Week:                                  | 1                                      | 2                                      | 3                                      | 4                                      | 5                                      |                                        |
| -------------------------------------- | -------------------------------------- | -------------------------------------- | -------------------------------------- | -------------------------------------- | -------------------------------------- | -------------------------------------- |
| Positie:                               | 19                                     | 21                                     | 21                                     | 21                                     | 25                                     | uit                                    |

### NPO Radio 2 Top 2000
| Nummer met noteringen in de NPO Radio 2 Top 2000 | '99 | '00 | '01 | '02 | '03 | '04 | '05 | '06 | '07 | '08 | '09 | '10 | '11 | '12 | '13 | '14 | '15 | '16 | '17 | '18 | '19 | '20 | '21 | '22 | '23 | '24 |
| ------------------------------------------------ | --- | --- | --- | --- | --- | --- | --- | --- | --- | --- | --- | --- | --- | --- | --- | --- | --- | --- | --- | --- | --- | --- | --- | --- | --- | --- |
| Psycho Killer                                    | 387 | 618 | 411 | 594 | 721 | 535 | 882 | 785 | 715 | 680 | 579 | 595 | 450 | 703 | 528 | 480 | 557 | 526 | 425 | 618 | 523 | 570 | 575 | 549 | 554 | 481 |

1. ↑  Een vetgedrukt getal geeft de hoogste notering aan.